# Cladosporiose de la tomate

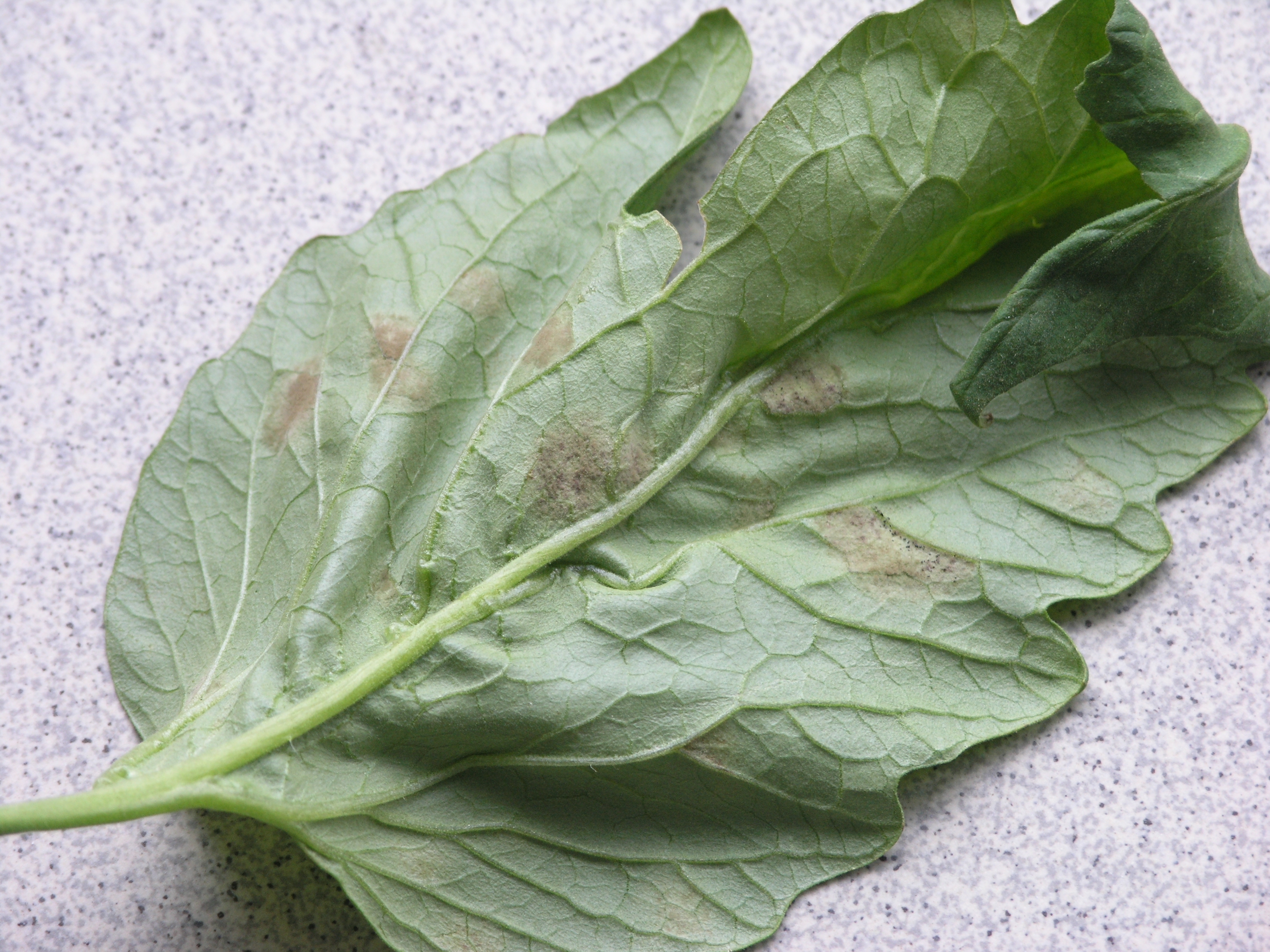
Taches de cladosporiose à la face inférieure d'une feuille de tomate

La cladosporiose de la tomate, appelée aussi « moisissure olive »,  est une maladie cryptogamique provoquée par un champignon, Fulvia fulva (Cooke) Ciferri (synonyme Cladopsorium fulvum Cooke), de la famille des Mycosphaerellaceae, sur la tomate. 
Cette maladie a une distribution mondiale. Elle requiert des conditions de chaleur  et d'humidité (plus de 80 %) rencontrées dans les régions tropicales et subtropicales, et dans les régions tempérées dans les cultures en serres.
Elle se manifeste par des taches jaunâtres, chlorotiques, qui se nécrosent progressivement, sur la face supérieure des feuilles et par un feutrage (moisissure) gris verdâtre de la face inférieure. Les feuilles les plus basses sont attaquées en premier. Seulement dans les cas les plus graves, les fleurs et les fruits peuvent être atteints. En cas d'attaque précoce, c'est-à-dire avant la formation des fruits, les pertes de rendement peuvent être importantes.
Il existe une gamme de fongicides actifs contre la cladosporiose, notamment le manèbe et le zinèbe, mais le recours à des variétés résistantes est un moyen efficace de lutter contre cette maladie, bien que cette résistance soit parfois contournée par certaines races physiologiques du champignon. 
Hansfordia pulvinata est un champignon mycoprasite de Fulvia fulva qui pourrait être utilisé en lutte biologique pour contrer le développement de la maladie.